# Загребин, Арсений Михайлович
Арсений Михайлович Загребин — советский хозяйственный, государственный и политический деятель.

## Биография
Родился в 1917 году в деревне Малая Бодья.
С 1932 года — на хозяйственной, общественной и политической работе. В 1932—1978 гг. — в районном отделе народного образования, студент, аспирант Ижевского медицинского института, в РККА, врач-ординатор лазарета авиационно-технического полка в Ярославле, главный врач и хирург Волжской поселковой больницы им. З. П. Соловьева Ярославской области, главный врач больницы медико-санитарной части № 25, городской клинической больницы № 12 в Новосибирске, заместитель главного врача по лечебной части в Кизнерской центральной больнице, заместитель Министра здравоохранения Удмуртской АССР, ректор Ижевского медицинского института, доцент, профессор, заведующий кафедры анатомии человека.
Избирался депутатом Верховного Совета РСФСР 6-го созыва.

## Память
В Ижевске в честь А. М. Загребина на здании Ижевской государственной медицинской академии (Улица Коммунаров, 281 к1) установлена мемориальная доска.